# Municipio de Ensenada
El municipio de Ensenada es uno de los siete municipios del estado mexicano de Baja California. Su cabecera municipal es Ensenada. Reconocido por la variedad de flora, fauna y climas, siendo una de las regiones más biodiversas de México, además de contar con distintos institutos de investigación científica del país.

## Historia

### Primeros pobladores
Los primeros pobladores que habitaron las tierras del actual Municipio de Ensenada fueron descendientes del tronco lingüístico de los Yumanos, que se dividían en varios grupos indígenas (Cucapás, Kiliwas, Kumiai, Paipais y Cochimíes).

### SigloXIX
El 2 de marzo de 1804, el alférez José Manuel Ruiz le pidió al gobernador Joaquín de Arrillaga un terreno cerca de la bahía. El gobernador accedió. Posteriormente, el 5 de julio de 1805, el sargento Estanislao Salgado hizo el deslinde del predio. El 30 de abril de 1806, el gobernador notificó la cesión al alférez Ruiz. El terreno amparaba dos sitios de ganado mayor, equivalentes a unas 3510 hectáreas, que limitaban al oeste con el litoral del Pacífico, al este hasta la serranía, al sur con lo que hoy es Maneadero y al norte con el Arroyo del Carmen. Fue así que José Manuel Ruiz se convirtió en el primer colono de Ensenada. Una de las calles principales de la ciudad ostenta su nombre.
En 1824 fue elaborada la primera ley política llamada Acta Constitutiva, donde se otorga nombre legal y categoría política de Territorio federal de las Californias.
En diciembre de 1855, durante el gobierno de José María Blancarte en la Península, se creó el Proyecto de Estatuto Orgánico de la Baja California conforme al Plan de Ayutla. En el Artículo 40, se establecía la creación de las primeras 8 municipalidades del estado, siendo San José, Santiago, Todos Santos, San Antonio, La Paz, Comondú, Mulegé y Santo Tomas de La Frontera (La Frontera fue el nombre que se le dio al actual municipio de Ensenada en esa época, que se extendía hasta Playas de Rosarito, Tijuana y Tecate). Es por esto, que Ensenada es reconocido como el primer municipio de Baja California.

#### La defensa de Ensenada

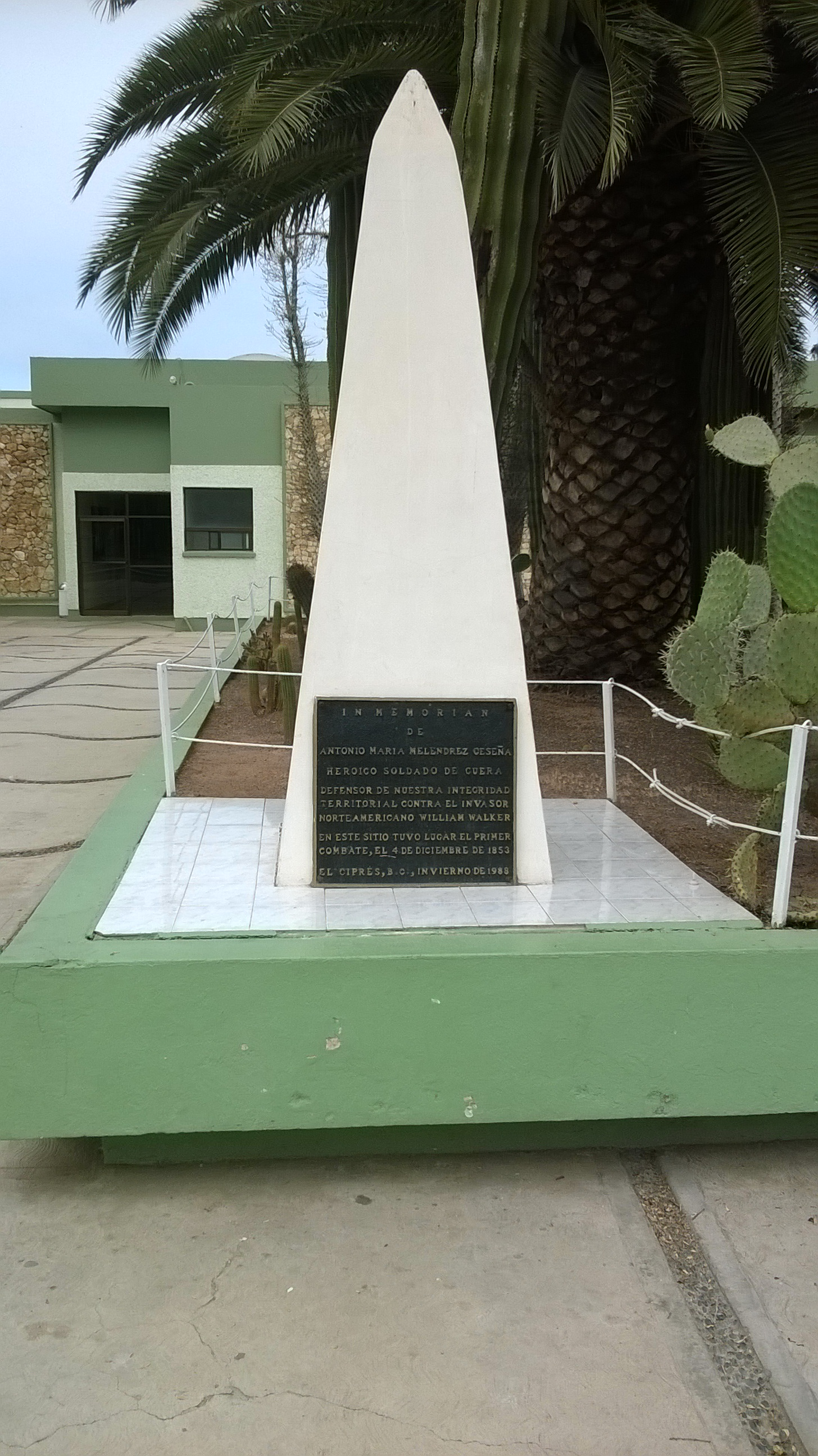
Obelisco erigido en el lugar en que sucedió la batalla del Ciprés donde participó Antonio Meléndrez

A finales de noviembre, llegaron a Ensenada donde hicieron un cuartel con el fin de reagruparse y volver una vez más a Sonora; los hombres bajo el cargo de Walker no tardaron en hacerse notar robando ganado y cometiendo atropellos contra los pobladores de la localidad. El teniente coronel Francisco Javier del Castillo Negrete, quien se desempeñaba como comandante militar, técnicamente se separó de su cargo por motivos personales. Aproximadamente el día 4 de diciembre se enfrentaron con residente ensenadenses los cuales les hicieron frente en las inmediaciones del rancho 'La Grulla’. Antonio Meléndrez fue quien organizó y dirigió a un pequeño grupo de oriundos no mayor a 10 personas.
Diezmado su grupo, el 12 de diciembre de 1853 Walker pidió refuerzos para no retroceder más. Para el 18 de enero de 1854 se llegó a contabilizar a 600 hombres y dos cañones mientras que las fuerzas de Meléndrez apenas superaban los 50. No obstante, esto no fue problema para Meléndrez ya que su notable pericia y liderazgo, fueron su principal arma.
El 12 de febrero, Walker avanzó al poblado de San Vicente exigiendo a los pobladores la lealtad y su reconocimiento como presidente, ante la negativa, no tuvo más que continuar su trayecto hacia Sonora dejando un puesto de avanzada, el cual, Meléndrez hábilmente neutralizó y se adueñó de las armas de los americanos. Tratando de neutralizar a Meléndrez, Walker envió a un pequeño grupo para capturarlo, pero al no encontrarlo, regresaron y en el trayecto fueron sorprendidos por el caudillo dando muerte a dos extranjeros y capturando a otros tantos. Esto se suscitó reiteradas veces siendo infructuoso para los americanos.
La soberbia y la obstinación de Walker lo motivaron para seguir con su plan de regresar a invadir Sonora. Avanzaron decididos a su destino mientras que el contingente de Meléndrez los seguía de cerca, pero las dificultades para los extranjeros no se hicieron esperar. El robo de ganado por parte de los aborígenes, las deserciones y el desabasto de provisiones fueron el principal motivo de su regreso al último puesto de avanzada.
Al saber del regreso de los filibusteros, Meléndrez advirtió y posteriormente se unió a Juan Bandini, dueño del rancho 'Guadalupe' que, sabiendo el destino que le podría deparar a su propiedad con la llegada de los americanos, convocó a por lo menos a 30 voluntarios al mando de Juan Mendoza que ayudarían a repeler a los extranjeros. En una hábil maniobra de Mendoza, despojó de la mayoría del ganado a los americanos y con ello, de su alimento. En la mañana del 20 de abril, ya reunidos los contingentes de Mendoza, Meléndrez y algunos nativos de diferentes grupos, hicieron frente al maltrecho grupo de Walker. Los filibusteros fueron tomados por sorpresa; por el bullicio y el ruido de la emboscada provocó que algunos enemigos huyeran mientras que otros murieron en el enfrentamiento.
Esto desenlazó con la huida de Walker y 33 de sus subordinados. Meléndrez y un pequeño grupo fueron tras de él hasta que el 8 de mayo de 1854, Walker y compañía cruzaron la frontera y no volvieron. Por un tiempo, Antonio Meléndrez fue un personaje importante ya que, ante el vacío ocupacional dejado por el teniente coronel Castillo Negrete, Meléndrez quedó a cargo de la región. Desafortunadamente por descontentos y calumnias el caudillo fue visto con malos ojos.

#### Fundación de Ensenada
Ensenada surge y toma significado gracias al descubrimiento de algunas minas en el Valle de San Rafael. A principio de 1873 se descubrió oro en el sitio denominado Japa, 50 kilómetros al este de Real del Castillo; ello provocó un desplazamiento de varios de sus habitantes hacia dicho punto y de personas de origen mexicano procedentes de la Alta California. Buscadores de oro estadounidenses cruzaron y los pocos pobladores de Baja California migraron al naciente lugar. Para agosto, el sitio tenía más de 400 gambusinos en búsqueda del preciado material. Gracias a eso, comerciantes del puerto de San Diego abrieron sus tiendas en el poblado y corrían líneas de diligencia entre la bahía de San Diego y las minas. Para 1875, el lugar contaba con más de 1500 habitantes. Con el tiempo, Ensenada se convirtió en la vía de entrada de mercancías y provisiones de San Diego y San Francisco, con destino a los centros mineros. Sin embargo, tres años después las minas decayeron y la fama de Real del Castillo fue en declive.
El 15 de mayo de 1882 se reconoce como la fecha oficial de la fundación de Ensenada, por decreto del Presidente Porfirio Díaz. Declara que la cabecera del partido norte de Baja California pasa del Real del Castillo a Ensenada de Todos Santos. Ante el creciente auge del Territorio de la Baja California, por decreto presidencial del general Díaz, de 14 de diciembre de 1887, la península se dividió en dos distritos: Sur y Norte, y Ensenada fue designada cabecera de este último.

### SigloXX
En 1911 como consecuencia de los eventos de la Revolución Mexicana, Mexicali exige su municipalización para no depender de las decisiones políticas de Ensenada.
El 4 de noviembre de 1914, se crea el segundo municipio, Mexicali, que se escindió del territorio ensenadense, dejando de depender políticamente de Ensenada.
En 1915 Ensenada deja de ser cabecera de distrito para ser trasladada a Mexicali por órdenes del coronel Esteban Cantú. 
Veinte años más tarde, el señor Ruiz traspasó la propiedad a su yerno Francisco Xavier Gastélum. Después de sucesivos traspasos y ventas, el 17 de marzo de 1887, el terreno quedó en poder de la Compañía Internacional de México. Posteriormente, la señora María Amparo Ruiz de Burton, nieta de Don José Manuel Ruiz, entabló un litigio en contra de la compañía para demandar la propiedad del terreno. El juicio fue prolongado y obtuvo celebridad internacional. Al final, la señora María Amparo Ruiz perdió el litigio.
En el año de 1929, el Distrito Norte cambia a territorio, por lo que los municipios pasan a ser delegaciones y las delegaciones a subdelegaciones. El Distrito queda dividido en 3 delegaciones: Mexicali, Tijuana y Ensenada. El 16 de enero de 1952 se publica el decreto de Creación del Estado de Baja California con cuatro Municipios: Mexicali, Tecate, Tijuana y Ensenada.
En 1945, durante la época de la Segunda Guerra Mundial, hubo un simulacro de guerra en la actual calle Ámbar de Ensenada. En dicho simulacro participaron zepelines.
En 1949 fue comprado el hotel Riviera Pacífico por Alfonso Rocha Espinosa y su hermano Pedro Rocha Espinosa. En esa época fue visitado varias veces por el presidente Miguel Alemán, artistas internacionales y personalidades de la política. Este hotel fue expropiado injustamente por el gobernador Braulio Maldonado, quien por intereses personales generó una serie de problemas con el fin de obtenerlo. Debido a esto, el hotel quedó casi destruido, despojado de sus muebles de fina madera importada, por el saqueo de los trabajadores enviados por el gobernador para robar y de los trabajadores de hoteles existentes de esa época. La familia Rocha tuvo que dejar el hotel, y emigró hacia el Distrito Federal.

### SigloXXI
El 26 de enero de 2007 el Papa Benedicto XVI erigió la diócesis de Ensenada con territorio desmembrado de la Arquidiócesis de Tijuana y de la diócesis de Mexicali, haciéndola sufragánea de la Iglesia metropolitana de Tijuana. El presbítero Sigifredo Noriega Barceló fue proclamado su Primer Obispo. Actualmente el titular de la diócesis es el obispo Rafael Valdez Torres.
El 12 de febrero de 2020, fue aprobada la municipalización del territorio de San Quintín, por lo que 63% de la superficie ensenadense pasó a pertenecer a la nueva demarcación.

## Escudo

### Características
El Escudo se compone por las características particulares siguientes:
1. Escudo sobre campo compuesto, medio partido y entado en punta con bordura azul, con peces en jefe, diestra y siniestra en color natural.
2. En el cantón diestro sobre campo azul claro con ondas azul verde, un barco mercante atracado a un muelle en el cual se encuentran pacas de algodón, producto de exportación del Valle de Mexicali.
3. En el cantón siniestro sobre campo azul claro, dos elevaciones y en un valle surcos y un pino; caen de este cantón al entado dos racimos de uvas, todo en colores naturales.
4. En el entado en punta sobre campo verde, tres engranes color gris con negro.
5. Como fondo del escudo y envolviéndolo, un águila de perfil del tipo nacional, teniendo en una de las garras una cinta color oro con la leyenda Ensenada, B.C.

### Significado
1. Los tres cantones son representativos de las tres principales actividades: puerto, campo e industria; las actividades portuarias son representadas por el barco mercante y las pacas de algodón en el cantón diestro.
2. Las elevaciones, los surcos, el pino y los racimos de uvas, colocados en el cantón siniestro representan la minería, la agricultura y los productos de la región. Los engranes representan la industria. La bordura representa el mar y los peces la pesca deportiva, la industria y la científica, base de la economía del Municipio.
3. El Águila representa la nacionalidad, amparando al Municipio representado por la cinta en la que está escrito su nombre.[10]

## Misiones
Entre los años 1752 y 1834 Jesuitas, Dominicos y Franciscanos construyeron misiones a lo largo de la Península de Baja California. A esta ruta de misiones se le conoce como Camino Real y en algunas de ellas se fundaron poblados que actualmente persisten. Hay un total de 18 misiones dentro del estado, y el municipio de Ensenada alberga a cinco. Las misiones en Ensenada son las siguientes:
- Misión de San Miguel Arcángel de la Frontera: Operó de 1787 a 1834. En la actualidad solo quedan unas pocas ruinas y muros destruidos de adobe. Se localiza en la delegación de La Misión en el poblado La Misión.
- Misión de Nuestra Señora de Guadalupe del Norte: Se fundó en 1834 por dominicos y fue abandonada en 1840. Se ubica en el poblado de Guadalupe en la delegación de Francisco Zarco. Fue la última misión que se estableció en Las Californias. Actualmente quedan en pie algunas paredes de adobe y cimientos de piedra.
- Misión de Santo Tomás de Aquino: Se encuentra a 34 kilómetros al sur de la cabecera municipal. Esta en el centro de población de la delegación de Santo Tomás. De restos quedan montículos de adobe y huellas de cimientos.
- Misión de Santa Catarina Virgen y Mártir: Fue fundada el 12 de noviembre de 1797 en territorio de los indios pa-ipai. En 1840 los indígenas la destruyeron. En su momento más desarrollado vivieron 600 personas. Se localiza 62 kilómetros al este de la Misión de Santo Tomás de Aquino en la delegación de Valle de la Trinidad. En la actualidad quedan muy pocos vestigios.
- Misión de San Vicente Ferrer: Fue la tercera misión Dominica construida en el Camino Real. Se construyó en 1780 y se convirtió en lo que hoy en día es el poblado de San Vicente, que también es delegación municipal de Ensenada. Fue centro militar y administrativo y además fue el mayor asentamiento de los Dominicos. En esta misión se avisó por primera vez en Baja California, que México ya era un país independiente de España. En el presente quedan ruinas de la misión y de un rancho.

## Geografía
Es el municipio más occidental de América Latina debido a la inclusión en su territorio de la Isla Guadalupe. El Municipio de Ensenada se encuentra localizado en las coordenadas geográficas extremas siguientes: al Norte: 32° 21′ latitud norte, al Sur: 30° 96′ latitud norte, al Este: 112° 47′ longitud oeste, y al oeste: 116° 53′ longitud oeste. El municipio abarca dos de las regiones naturales de Baja California: Región Costera del Golfo y parte de la Región Costera del Noroeste.
Colinda al norte con los municipios de Playas de Rosarito, Tijuana y Tecate; al este con los municipios de Mexicali y San Felipe; al oeste con el Océano Pacífico; y al sur con el municipio de San Quintín. El punto más alto es el Observatorio Astronómico de la UNAM, ubicado en la Sierra San Pedro Mártir, a una altitud de 2800 metros.
| Noroeste: Playas de Rosarito/Tijuana | Norte: Tecate    | Nordeste: Mexicali  |
| Oeste: Océano Pacífico               |                  | Este: San Felipe    |
| Suroeste: Océano Pacífico            | Sur: San Quintín | Sureste: San Felipe |

Su extensión territorial es de 19 346 km², representa 27% del territorio de Baja California y 0.98% del país, siendo una de las demarcaciones municipales más grande de México. Las islas que forman parte del municipio son: Isla Cedros, Isla Guadalupe, Isla Todos Santos, Isla San Martín. 

### Flora y fauna
De la extensión municipal, 80% está constituido por matorrales, gran parte se localiza en la vertiente costera de la península; 4% por bosques de coníferas y encinos, 9% de chaparrales en las partes altas de las sierras de Juárez y San Pedro Mártir. También se encuentran las dunas costeras en los límites de los litorales, además de los palmares naturales en la parte alta de las sierras; 7% del suelo del territorio es de uso agrícola.
El Chaparral de montaña se encuentra en el llamado clima mediterráneo. Está distribuido en las vertientes de las sierras del norte de Baja California hasta las Coníferas.
El bosque de las Coníferas se localiza en las altas montañas de clima frío-templado, tanto en el norte como en el sur. Estos bosques se localizan en partes de sierras de Juárez y San Pedro Mártir en su totalidad y con manchas económicas en las sierras Santa Isabel, Yubiai y San Borja y en las Islas de Cedros y Guadalupe. 
En zonas de matorrales: víbora de cascabel, lagarto escorpión, cacomixtle, correcaminos, zorra del desierto, topo ciego y borrego cimarrón. En los bosques: ratón de Monserrat y de San Lorenzo, murciélago, ardilla, zorra gris, musaraña, gato montés, puma, tlalcoyote y venado bura. En ambientes acuáticos: coral, sardinilla peninsular, delfín nariz de botella, delfín común, ballena azul, gris y jorobada; elefante marino, orca, foca común y cachalote. Animales en peligro de extinción: Berrendo, rata cambalachera de Cedros y de San Martín, rata canguro de San Quintín, ratón de Isla Ángel, nutria marina, lobo marino de Guadalupe, tortuga marina verde, totoaba y vaquita marina.
En los meses de abril a noviembre, en Ensenada se pueden encontrar lobos marinos californianos, y ballenas grises.

### Hidrografía
En el municipio no hay ríos, solamente arroyos con escurrimientos de aguas broncas, cuando el volumen pluvial es considerable.
Los arroyos más importantes en el municipio son: San Fernando, Los Mártires, La Bocana, La Hervidora, Santo Domingo, Huatamote, Grande, Paraíso, San Pedro, San Simón, Punta Prieta y Santo Tomas.
El municipio también cuenta con lagunas: 
- Lagunita del Ciprés: Se localiza dentro del área urbana de la ciudad de Ensenada.
- Laguna Hanson: Localizada en la Sierra de Juárez en la delegación de Real del Castillo.

En la cabecera municipal se localizan la planta desaladora de Ensenada con capacidad de 250 litros por segundo y la presa Emilio López Zamora con una capacidad de 3 millones 600 mil litros cúbicos de agua.

## Demografía
| Gráfica de evolución demográfica de Ensenada entre 1950 y 2020                             |
|                                                                                            |
| Cifras de acuerdo a censos realizados por el Instituto Nacional de Estadística y Geografía |

## Organización administrativa y territorial

Delegaciones de Ensenada.

El municipio de Ensenada tiene una organización administrativa  centrada en su cabecera municipal, Ensenada, y también se compone por delegaciones urbanas y suburbanas.

### Ensenada (Cabecera Municipal)
Es el núcleo más dinámico de municipio, la ciudad de Ensenada. Es el corazón y centro administrativo, cultural y económico del territorio. Además aquí se encuentran las principales oficinas gubernamentales y las obras de infraestructuras más importantes.

### Delegaciones Urbanas
Las delegaciones urbanas de Ensenada conforman la ciudad. Son aquellas que están densamente pobladas por lo que se facilita la gestión y prestación de servicios como agua, drenaje, electricidad e infraestructura. Son tres:
- Delegación Zona Centro
- Delegación Noreste
- Delegación Chapultepec

### Delegaciones Suburbanas
Estas delegaciones abarcan áreas que rodean la urbe, extendiéndose hasta regiones más rurales o menos densamente pobladas del municipio. Ofrecen un contraste con la vida urbana, albergando comunidades más pequeñas, áreas naturales importantes, y tienen un papel en la economía local a través de la agricultura, la pesca y el turismo. El municipio tiene 13 delegaciones suburbanas:
1. La Misión
2. El Porvenir
3. Francisco Zarco
4. Real del Castillo (Ojos Negros)
5. El Sauzal de Rodríguez
6. Isla de Cedros
7. San Antonio de las Minas
8. Maneadero
9. Santo Tomás
10. San Vicente
11. Eréndira
12. Punta Colonet
13. Valle de la Trinidad

Las principales delegaciones son: 
- Maneadero (Rodolfo Sánchez Taboada): Esta región localizada al sur de la ciudad de Ensenada cuenta con una superficie de 4200 hectáreas (42 km²) donde se cultivan principalmente el tomate, cebollín, lechuga, calabacita, chícharo, etcétera. Es una región ganadera y productora de lácteos (leche y queso). Es una zona industrial importante y además trae grandes derramas económicas al municipio en el sector de turismo por sus playas hidrotermales y La Bufadora. Esta delegación forma parte de la Zona Metropolitana de Ensenada.

- Francisco Zarco: (a 41 km) La superficie sembrada comprende a 168 productores; dentro de los cultivos más importantes destacan la vid, el olivo y los cítricos, se siembran además aguacate, algarrobo y hortaliza en pequeña escala. Tiene la segunda mayor derrama económica del municipio por el turismo que se genera en el Valle de Guadalupe.

- Isla de Cedros: Cuenta con una población aproximada de 4500 habitantes, dividida en dos partes aisladas geográficamente entre sí, en las que se desarrollan principalmente dos actividades: la pesca, que aporta 95% del aprovechamiento de abulón y 50% de langosta y el embarque de sal. En Cedros existen 208 especies nativas y 23 introducidas de flora, 16 de las especies nativas solamente existen en la isla. Los bosques que existen en la parte norte de la isla son de pino, también hay manzanita, jojoba, torote, chamizo y cactus. En fauna incluye venado, conejo, serpientes, y en el litoral acantilado abundan los elefantes marinos y lobos marinos.

- El Sauzal: Puerto que se localiza al norte de la ciudad de Ensenada, da servicios a las flotas del atún, sardinas, anchovetas, etcétera, así como a otras actividades, turísticas y comerciales. Además posee una nave industrial, y será reforzado con el “Programa Parcial de Desarrollo Urbano Corredor Industrial El Sauzal”. Esta delegación forma parte de la Zona Metropolitana de Ensenada.

### Localidades
| Código INEGI      | Localidad                     | Población (2020) |
| ----------------- | ----------------------------- | ---------------- |
| 020010001         | Ensenada                      | 330 652          |
| 020010139         | Maneadero                     | 27 969           |
| 020010247         | El Sauzal de Rodríguez        | 11 371           |
| 020012183         | Rancho Cañón Buena Vista      | 8 522            |
| 020010243         | San Vicente                   | 5 068            |
| 020010114         | Francisco Zarco               | 4 334            |
| 020010935         | Valle de la Trinidad          | 3 381            |
| 020010186         | Punta Colonet                 | 3 095            |
| 020010190         | Ojos Negros                   | 2 707            |
| 020011025         | Poblado Héroes de Chapultepec | 2 360            |
| 020010617         | El Porvenir                   | 1 806            |
| 020010095         | Ejido Eréndira                | 1 711            |
| 020010118         | Licenciado Gustavo Díaz Ordaz | 1 640            |
| 020011065         | La Providencia                | 1 604            |
| 020013368         | Artículo Ciento Quince        | 1 578            |
| 020010124         | Cedros                        | 1 233            |
| 020010151         | La Misión                     | 1 122            |
| Otras localidades | Otras localidades             | 33 655           |
| Total municipal   | Total municipal               | 443 807          |

## Atractivos naturales
- Parque nacional Sierra de San Pedro Mártir
- Parque nacional Constitución de 1857
- La Bufadora

## Gobernantes
| Título                                                                                     | Alcalde                                                                                    | Partido político                                                                           | Partido político                                                                           | Inicio del mandato                                                                         | Término del mandato                                                                        | Notas                                                                                      |
| Presidentes municipales del Ayuntamiento de Ensenada, Distrito Norte de la Baja California | Presidentes municipales del Ayuntamiento de Ensenada, Distrito Norte de la Baja California | Presidentes municipales del Ayuntamiento de Ensenada, Distrito Norte de la Baja California | Presidentes municipales del Ayuntamiento de Ensenada, Distrito Norte de la Baja California | Presidentes municipales del Ayuntamiento de Ensenada, Distrito Norte de la Baja California | Presidentes municipales del Ayuntamiento de Ensenada, Distrito Norte de la Baja California | Presidentes municipales del Ayuntamiento de Ensenada, Distrito Norte de la Baja California |
| ------------------------------------------------------------------------------------------ | ------------------------------------------------------------------------------------------ | ------------------------------------------------------------------------------------------ | ------------------------------------------------------------------------------------------ | ------------------------------------------------------------------------------------------ | ------------------------------------------------------------------------------------------ | ------------------------------------------------------------------------------------------ |
| 1.º                                                                                        | Emilio Legaspy                                                                             |                                                                                            | Círculo Nacional Porfirista                                                                | 1888-1889                                                                                  | 1888-1889                                                                                  |                                                                                            |
| 2.º                                                                                        | Ricardo P. Eaton                                                                           |                                                                                            | Círculo Nacional Porfirista                                                                | 1889                                                                                       | 1889                                                                                       |                                                                                            |
| 3.º                                                                                        | Juan F. Montenegro                                                                         |                                                                                            | Círculo Nacional Porfirista                                                                | 1889                                                                                       | 1889                                                                                       | Suplente                                                                                   |
| 4.º                                                                                        | Rodolfo F. Nieto                                                                           |                                                                                            | Círculo Nacional Porfirista                                                                | 1889 -1891                                                                                 | 1889 -1891                                                                                 |                                                                                            |
| 5.º                                                                                        | Ismael Sánchez                                                                             |                                                                                            | Círculo Nacional Porfirista                                                                | 1891-1896                                                                                  | 1891-1896                                                                                  |                                                                                            |
| 6.º                                                                                        | José María Obando                                                                          |                                                                                            | Círculo Nacional Porfirista                                                                | 1896-1897                                                                                  | 1896-1897                                                                                  |                                                                                            |
| 7.º                                                                                        | Carlos A. Guijosa                                                                          |                                                                                            | Círculo Nacional Porfirista                                                                | 1897-1901                                                                                  | 1897-1901                                                                                  |                                                                                            |
| 8.º                                                                                        | Alejandro Guerrero y Porres                                                                |                                                                                            | Círculo Nacional Porfirista                                                                | 1901                                                                                       | 1901                                                                                       |                                                                                            |
| 8.º                                                                                        | Alejandro Guerrero y Porres                                                                | 1902-1903                                                                                  | Círculo Nacional Porfirista                                                                |                                                                                            |                                                                                            |                                                                                            |
| 9.º                                                                                        | Enrique Ferniza                                                                            |                                                                                            | Círculo Nacional Porfirista                                                                | 1901-1902                                                                                  | 1901-1902                                                                                  | Suplente                                                                                   |
| 10.º                                                                                       | Eulogio Romero                                                                             |                                                                                            | Círculo Nacional Porfirista                                                                | 1903-1907                                                                                  | 1903-1907                                                                                  |                                                                                            |
| 11.º                                                                                       | Manuel Labastida Castro                                                                    |                                                                                            | Círculo Nacional Porfirista                                                                | 1907-1911                                                                                  | 1907-1911                                                                                  |                                                                                            |
| Presidentes municipales del Ayuntamiento de Ensenada, Territorio Norte de Baja California  |                                                                                            |                                                                                            |                                                                                            |                                                                                            |                                                                                            |                                                                                            |
| 12.º                                                                                       | David Zárate Zazueta                                                                       |                                                                                            |                                                                                            | 1911                                                                                       | 1915                                                                                       |                                                                                            |
| 13.º                                                                                       | Eugenie J. Beraud                                                                          |                                                                                            |                                                                                            | 1915                                                                                       | 1916                                                                                       |                                                                                            |
| 14.º                                                                                       | Antonio Ptacnik                                                                            |                                                                                            |                                                                                            | 1916                                                                                       | 1920                                                                                       |                                                                                            |
| 15.º                                                                                       | Othón P. Blanco                                                                            |                                                                                            |                                                                                            | 1920                                                                                       | 1921                                                                                       |                                                                                            |
| 16.º                                                                                       | Ramón Moyron Jr.                                                                           |                                                                                            |                                                                                            | 1921                                                                                       | 1921                                                                                       |                                                                                            |
| 17.º                                                                                       | David Zárate Zazueta                                                                       |                                                                                            |                                                                                            | 1921                                                                                       | 1922                                                                                       |                                                                                            |
| 18.º                                                                                       | Ramón Moyron Jr.                                                                           |                                                                                            |                                                                                            | 1922                                                                                       | 1923                                                                                       |                                                                                            |
| 19.º                                                                                       | Luis G. Beltrán                                                                            |                                                                                            |                                                                                            | 1923                                                                                       | 1924                                                                                       |                                                                                            |
| 20.º                                                                                       | Andrés E. Núnez                                                                            |                                                                                            |                                                                                            | 1924                                                                                       | 1924                                                                                       |                                                                                            |
| 21.º                                                                                       | Percy Hussong                                                                              |                                                                                            |                                                                                            | 1924                                                                                       | 1925                                                                                       |                                                                                            |
| 22.º                                                                                       | Gustavo Appel                                                                              |                                                                                            |                                                                                            | 1925                                                                                       | 1926                                                                                       |                                                                                            |
| 23.º                                                                                       | Manuel Robles Linares                                                                      |                                                                                            |                                                                                            | 1926                                                                                       | 1927                                                                                       |                                                                                            |
| Concejo Municipal                                                                          |                                                                                            |                                                                                            |                                                                                            |                                                                                            |                                                                                            |                                                                                            |
| I Concejal                                                                                 | David Goldbaum                                                                             |                                                                                            |                                                                                            | 1927                                                                                       | 1928                                                                                       |                                                                                            |
| Delegación de Gobierno                                                                     |                                                                                            |                                                                                            |                                                                                            |                                                                                            |                                                                                            |                                                                                            |
| 1.er Delegado                                                                              | David Goldbaum                                                                             |                                                                                            |                                                                                            |                                                                                            |                                                                                            |                                                                                            |
| 2.º Delegado                                                                               | David Zárate Zazueta                                                                       |                                                                                            |                                                                                            | 1929                                                                                       | 1932                                                                                       |                                                                                            |
| 3.er Delegado                                                                              | Antonio Ortiz Ortega                                                                       |                                                                                            |                                                                                            | 1932                                                                                       | 1936                                                                                       |                                                                                            |
| 4.º Delegado                                                                               | Juan Julio Dunn Legazpy                                                                    |                                                                                            |                                                                                            | 1936                                                                                       | 1944                                                                                       |                                                                                            |
| 5.º Delegado                                                                               | Braulio Maldonado Sández                                                                   |                                                                                            |                                                                                            | 1944                                                                                       | 1945                                                                                       |                                                                                            |
| Alcaldes electos constitucionalmente                                                       |                                                                                            |                                                                                            |                                                                                            |                                                                                            |                                                                                            |                                                                                            |
| 24.º Alcalde                                                                               | David Ojeda Ochoa                                                                          |                                                                                            |                                                                                            | 1 de diciembre de 1953                                                                     | 1956                                                                                       | Destituido por incumplir ley.                                                              |
| 25.º Alcalde                                                                               | Víctor Salazar                                                                             | 1956                                                                                       | 30 de noviembre de 1956                                                                    | Interino                                                                                   |                                                                                            |                                                                                            |
| 26.º Alcalde                                                                               | Santos B. Cota                                                                             | 1 de noviembre de 1956                                                                     | 31 de octubre de 1959                                                                      |                                                                                            |                                                                                            |                                                                                            |
| 27.º Alcalde                                                                               | Elpidio Berlanga de León                                                                   | 1 de noviembre de 1959                                                                     | 31 de octubre de 1962                                                                      |                                                                                            |                                                                                            |                                                                                            |
| 28.º Alcalde                                                                               | Adolfo Ramírez Méndez                                                                      | 1 de noviembre de 1962                                                                     | 31 de octubre de 1965                                                                      |                                                                                            |                                                                                            |                                                                                            |
| 29.º Alcalde                                                                               | Prof. Jorge Olguín Hermida                                                                 | 1 de noviembre de 1965                                                                     | 31 de octubre de 1968                                                                      |                                                                                            |                                                                                            |                                                                                            |
| 30.º Alcalde                                                                               | Lic. Guilebaldo Silva Cota                                                                 | 1 de noviembre de 1968                                                                     | 31 de octubre de 1971                                                                      |                                                                                            |                                                                                            |                                                                                            |
| 31.er Alcalde                                                                              | Lic. Octavio Pérez Pazuengo                                                                | 1 de noviembre de 1971                                                                     | 31 de octubre de 1974                                                                      |                                                                                            |                                                                                            |                                                                                            |
| 32.º Alcalde                                                                               | C. Jorge Moreno Bonet                                                                      | 1 de noviembre de 1974                                                                     | 31 de octubre de 1977                                                                      |                                                                                            |                                                                                            |                                                                                            |
| 33.er Alcalde                                                                              | C. Luis González Ruiz                                                                      | 1 de noviembre de 1977                                                                     | 31 de octubre de 1980                                                                      |                                                                                            |                                                                                            |                                                                                            |
| 34.º Alcalde                                                                               | C. Raúl Ramírez Funcke                                                                     | 1 de noviembre de 1980                                                                     | 31 de octubre de 1983                                                                      |                                                                                            |                                                                                            |                                                                                            |
| 35.º Alcalde                                                                               | C. David Ojeda Ochoa                                                                       |                                                                                            |                                                                                            | 1 de noviembre de 1983                                                                     | 31 de octubre de 1986                                                                      | Fue el primer alcalde de oposición y primer alcalde reelecto.                              |
| 36.º Alcalde                                                                               | Lic. Ernesto Ruffo Appel                                                                   |                                                                                            |                                                                                            | 1 de noviembre de 1986                                                                     | 19 de abril de 1989                                                                        | Fue el primer alcalde del PAN y gobernador de Baja California.                             |
| 37.º Alcalde                                                                               | C. Enrique Chapela                                                                         | 20 de abril de 1989                                                                        | 31 de octubre de 1989                                                                      | Interino                                                                                   |                                                                                            |                                                                                            |
| 38.º Alcalde                                                                               | Quím. Jesús del Palacio Lafontaine                                                         | 1 de noviembre de 1989                                                                     | 31 de octubre de 1992                                                                      |                                                                                            |                                                                                            |                                                                                            |
| 39.º Alcalde                                                                               | C.P. Óscar Sánchez del Palacio                                                             | 1 de noviembre de 1992                                                                     | 31 de octubre de 1995                                                                      |                                                                                            |                                                                                            |                                                                                            |
| 40.º Alcalde                                                                               | C.P. Manuel Montenegro Espinoza                                                            | 1 de noviembre de 1995                                                                     | 31 de octubre de 1998                                                                      |                                                                                            |                                                                                            |                                                                                            |
| 41.er Alcalde                                                                              | Dr. Daniel Quintero Peña                                                                   |                                                                                            |                                                                                            | 1 de noviembre de 1998                                                                     | 2001                                                                                       |                                                                                            |
| 42.º Alcalde                                                                               | Ricardo Arjona Goldbaum                                                                    | 2001                                                                                       | 31 de octubre de 2001                                                                      | Interino                                                                                   |                                                                                            |                                                                                            |
| 43.er Alcalde                                                                              | Dr. Jorge Antonio Catalán Sosa                                                             |                                                                                            |                                                                                            | 1 de noviembre de 2001                                                                     | 31 de octubre de 2004                                                                      |                                                                                            |
| 44.º Alcalde                                                                               | Quim. César Mancillas Amador                                                               | 1 de noviembre de 2004                                                                     | 31 de octubre de 2007                                                                      |                                                                                            |                                                                                            |                                                                                            |
| 45.º Alcalde                                                                               | Lic. Pablo Alejo López Nuñez                                                               | 1 de noviembre de 2007                                                                     | 31 de octubre de 2010                                                                      |                                                                                            |                                                                                            |                                                                                            |
| 46.º Alcalde                                                                               | C.P. Enrique Pelayo Torres                                                                 |                                                                                            |                                                                                            | 1 de noviembre de 2010                                                                     | 31 de octubre de 2013                                                                      |                                                                                            |
| 47.º Alcalde                                                                               | Mtro. Gilberto Hirata Chico                                                                | 1 de noviembre de 2013                                                                     | 31 de octubre de 2016                                                                      |                                                                                            |                                                                                            |                                                                                            |
| 48.º Alcalde                                                                               | Marco Antonio Novelo Osuna                                                                 | 1 de noviembre de 2016                                                                     | 30 de septiembre de 2019                                                                   |                                                                                            |                                                                                            |                                                                                            |
| 49.º Alcalde                                                                               | Armando Ayala Robles                                                                       |                                                                                            |                                                                                            | 1 de octubre de 2019                                                                       | 30 de septiembre de 2021                                                                   |                                                                                            |
| 49.º Alcalde                                                                               | Armando Ayala Robles                                                                       | 1 de octubre de 2021                                                                       | 29 de febrero de 2024                                                                      |                                                                                            |                                                                                            |                                                                                            |
| 50.º Alcalde                                                                               | Carlos Ibarra Aguiar                                                                       | 1 de marzo de 2024                                                                         | 30 de septiembre de 2024                                                                   | Interino                                                                                   |                                                                                            |                                                                                            |
| 51.º Alcaldesa                                                                             | Claudia Agatón Muñiz                                                                       | 1 de octubre de 2024                                                                       |                                                                                            |                                                                                            |                                                                                            |                                                                                            |